# 旺蒼県
旺蒼県（おうそう-けん）は中華人民共和国四川省広元市に位置する県。

## 地理
四川省の北東部に位置し、陝西省と隣接している。 総面積は2,976平方キロメートルである。

## 歴史
1941年（民国30年）、広元県より分割設置された旺蒼設治局を前身とする。1945年（民国34年）に旺蒼県と改編された。
1950年から1952年にかけては川北行署区の管轄とされた。

## 行政区画
- 鎮:東河鎮、嘉川鎮、木門鎮、白水鎮、尚武鎮、張華鎮、黄洋鎮、普済鎮、三江鎮、金渓鎮、五権鎮、高陽鎮、双匯鎮、英萃鎮、国華鎮
- 郷:竜鳳郷、大河郷、九竜郷、万家郷、燕子郷、水磨郷、鼓城郷、檬子郷、福慶郷、棗林郷、麻英郷、柳渓郷、農建郷、化竜郷、大両郷、万山郷、正源郷、天星郷、塩河郷、大徳郷

## 健康・医療・衛生
- 旺蒼県人民医院